# بوسین-گول
بوسین-گول (به لاتین: Busiyn-Gol) یک رود در مغولستان است که در تووا واقع شده‌است.